# Diurtiuli
Diurtiuli (ros. Дюртюли, baszk. Дүртөйлө / Dürtöylö) – miasto w Republice Baszkirii, w Rosji, ośrodek administracyjny rejonu diurtiulińskiego. 

## Demografia
- 2005 – 30 400
- 2009 – 31 403
- 2020 – 31 021[2]